# Старка (приток Мологжи)
Старка — река на территории России, протекает по Окуловскому району Новгородской области.

## География и гидрология
Устье реки находится в 4 км по правому берегу реки Мологжи. Длина реки составляет 13 км.

## Данные водного реестра
По данным государственного водного реестра России относится к Балтийскому бассейновому округу, водохозяйственный участок реки — Мсты без реки Шлины от истока до Вышневолоцкого гидрологического поста, речной подбассейн реки — Волхов. Относится к речному бассейну реки Нева (включая бассейны рек Онежского и Ладожского озера).
Код объекта в государственном водном реестре — 01040200212102000021046.